# فرنسيس باليسر
فرنسيس باليسر (بالفرنسية: Francis Pélissier )‏ (و. 1894 – 1959 م) هو راكب دراجة هوائية فرنسي، ولد في الدائرة الثامنة عشرة في باريس، شارك في طواف فرنسا، توفي عن عمر يناهز 65 عاماً.

## سباقات أو مراحل فاز بها
| التاريخ        | السباق                         | المركز                  |
| -------------- | ------------------------------ | ----------------------- |
| 05 يونيو 1919  | باريس-بروكسل 1919              | المركز الثالث           |
| 01 يناير 1920  | Tour du Sud-Est 1920           | الفائز في التصنيف العام |
| 01 يناير 1921  | بطولة سباق الطرق الفرنسية 1921 | الفائز في التصنيف العام |
| 01 يناير 1921  | باريس تورز 1921                | الفائز في التصنيف العام |
| 27 مارس 1921   | سباق باريس روبيه 1921          | المركز الثاني           |
| 19 مارس 1922   | طواف فلاندرز 1922              | المركز الثالث           |
| 14 مايو 1922   | 1922 Bordeaux–Paris            | الفائز في التصنيف العام |
| 01 يناير 1923  | بطولة سباق الطرق الفرنسية 1923 | الفائز في التصنيف العام |
| 27 مايو 1923   | 1923 Bordeaux–Paris            | المركز الثاني           |
| 01 يناير 1924  | بطولة سباق الطرق الفرنسية 1924 | الفائز في التصنيف العام |
| 18 مايو 1924   | 1924 Bordeaux–Paris            | الفائز في التصنيف العام |
| 10 أغسطس 1924  | طواف إقليم الباسك 1924         | الفائز في التصنيف العام |
| 01 يناير 1925  | بطولة سباق الطرق الفرنسية 1925 | المركز الثاني           |
| 01 يناير 1926  | بطولة سباق الطرق الفرنسية 1926 | المركز الثاني           |
| 11 سبتمبر 1926 | 1926 Critérium des As          | الفائز في التصنيف العام |
| 10 سبتمبر 1927 | 1927 Critérium des As          | المركز الثاني           |
| 18 مايو 1930   | 1930 Bordeaux–Paris            | المركز الثاني           |
| 01 يناير 1931  | بطولة سباق الطرق الفرنسية 1931 | المركز الثاني           |

## روابط خارجية
- فرنسيس باليسر على موقع أرشيف الدراجات (الإنجليزية)
- فرنسيس باليسر على موقع إحصائيات الدراجات الإحترافية (الإنجليزية)
- فرنسيس باليسر على موقع CycleBase (الإنجليزية)